# Федерация футбола Исландии
Федерация футбола Исландии (исл. Knattspyrnusamband Íslands, KSÍ) — федерация, осуществляющая управление футболом в Исландии. Она организовывает все официальные футбольные соревнования в стране на национальном уровне и осуществляет руководство мужской и женской сборными Исландии. Штаб-квартира федерации находится в Рейкьявике.
Федерация является членом УЕФА с 1954 года и ФИФА с 1947 года.
Чемпионат Исландии по футболу проводится под эгидой Федерации футбола Исландии.
Высшим дивизионом является Лучшая лига. Турнир разыгрывается среди двенадцати клубов в два круга по системе «весна-осень». По итогам двухкругового турнира команды делятся на две шестёрки и проводят внутри каждого секстета ещё по одному матчу с каждым из соперников (всего по пять матчей каждый). В конце каждого сезона два клуба вылетают в Первую лигу, а чемпион и победитель стыковых матчей Первой лиги пополняют Лучшую лигу.
Рекордсменом по количеству чемпионских титулов является «Рейкьявик» — 27 титулов.

## История
Первый чемпионат был проведен в 1912 году. Победителем стал «Рейкьявик», которому с тех пор удалось повторить свой успех ещё 26 раз. За всю историю лиги только 11 клубов добивались звания чемпиона Исландии.
Интересно, что в отличие от других европейских чемпионатов, розыгрыш чемпионата Исландии не прекращался во время Второй мировой войны.